# Elativ
Elativ (zkratka ELA, z lat. efferre) je lokální mluvnický pád, jehož základním významem je „z místa pryč“. Vyskytuje se v ugrofinských jazycích, např. finštině, maďarštině nebo estonštině.
V estonštině se elativ tvoří přidáním koncovky -st ke genitivnímu tvaru slova.
majast – z domu
V maďarštině se elativ tvoří pomocí sufixu ból/ből.
házból – z domu

## Finština
Ve finštině se elativ tvoří přidáním -sta/-stä (dle vokálové harmonie) k slabému vokálovému kmenu. Používá se při:
- Příslovečné určení místa:

Tulin kaupasta. – Přišel jsem z obchodu.
- Příslovečné určení času:

Olen täällä kello kahdesta kolmeen. – Budu zde od dvou do tří.
- Předmět po určitých slovesech:

Pidän lukemisesta. – Rád čtu.
- Věta výsledková:

Hänestä tuli johtaja. – Stal se ředitelem.
- Označení tématu (O kom? O čem?):

He puhuivat hänestä. – Mluvili o něm.
- Názor, postoj:

Minusta tuo on ruma. – Podle mě je to ošklivé.